# Нечаев, Мартэн Николаевич
Мартэн Николаевич Нечаев (18.11.1928, Москва — 14.08.2009, там же) — российский учёный, специалист в области создания и испытаний ядерных боеприпасов.

## Биография
В 1952 г. окончил МГУ.
В 1952—1955 гг. старший лаборант, инженер, научный сотрудник, и. о. заместителя начальника сектора ВНИИЭФ. В 1955—1964 гг. заместитель начальника сектора — начальник отдела, начальник теоретического отдела ВНИИТФ.
В 1964—2004 гг. работал в НИИИТ (ВНИИА): начальник отдела, начальник лаборатории, начальник научно-исследовательского отдела, главный научный сотрудник.
Доктор физико-математических наук (1972), профессор.
Лауреат Ленинской премии 1962 г. — за вклад в разработку ядерного боеприпаса.
Награды: орден Трудового Красного Знамени (1956), орден Октябрьской Революции (1984), медали «За доблестный труд. В ознаменование 100-летия со дня рождения В. И. Ленина», «Ветеран
труда», «В память 850-летия Москвы».